# Fanal (Zeitschrift)
Die Zeitschrift Fanal wurde mit dem Untertitel Anarchistische Monatsschrift ab 1926 bis 1931 von Erich Mühsam als Nachfolgeblatt der Zeitschrift für Menschlichkeit, Kain, herausgegeben.
Fanal wurde fast ausschließlich mit Mühsams eigenen Artikeln bestückt. Trotzdem wurde sie als Organ der Anarchistischen Vereinigung geführt. In seiner Zeitschrift sowie auf Vortragsreisen äußerte er sich besorgt über den Aufstieg der Nationalsozialistischen Deutschen Arbeiterpartei (NSDAP) und bemühte sich um eine Art  Verständigung der proletarisch-revolutionären Bewegungen. Zeitweise arbeitete Mühsams Untermieter, der junge Herbert Wehner, an der Zeitschrift mit.
Fanal wurde wegen „Verächtlichmachung der Reichsregierung“ im Juli 1931 vom Berliner Polizeipräsidenten Grzesinski auf die Dauer von vier Monaten verboten. Unter Lebensgefahr produzierten die FAUD-Ortsgruppen Mannheim und Ludwigshafen 1934 vier Ausgaben, eine davon mit einem Nachruf auf den ermordeten Mühsam.